# Antinatalism
Antinatalism är den filosofiska position som sätter negativt värde på födsel och motsätter sig reproduktion, i motsats till natalism. De som är antinatalister anser att världen skulle vara bättre om människan försvann. Antinatalister anser att livet oundvikligen medför lidande, och det är bättre att inte lida än att lida eller riskera lidande även om livet är meningsfullt. Därför anser de att man inte skall sätta barn till världen, eftersom det innebär både att de nya individerna själva kan komma att behöva lida och att de sannolikt kommer att orsaka lidande för de människor som redan finns.
I sin enklaste form kan antinatalisters världsbild förklaras med att om "stopp, min kropp" ska gälla så ska det även gälla ofödda kroppar. Individen har inte kunnat samtycka till att bli satt till världen och därför är reproduktion att betrakta som fel.
Det finns en taxonomi som delar in det så kallade ”antiprokreativa”, ibland kallat antinatalistiska, tänkandet i fyra huvudsakliga grenar: barnfrihet, Voluntary Human Extinction Movement (VHEMT), efilism, en ideologi som förespråkar påtvingat utdöende, samt antinatalism. Endast den sistnämnda utgör filosofisk antinatalism per se, eftersom den uppfyller definitionen av filosofisk antinatalism utan att innefatta andra kännetecken. De tre första kan däremot endast betraktas som antinatalistiska i den meningen att de motsätter sig den påstådda plikten att fortplanta sig.

## Kritik
Kritik mot antinatalism kommer från dem som ser ett positivt värde i att föra människor till existens.